# Southwest Division (NBA)
Die Southwest Division ist eine Division in der nordamerikanischen Basketball-Liga NBA, die der Western Conference untergliedert ist und fünf Teams umfasst. Der Divisionssieger erhält seit der Saison 2021/22 die Willis-Reed-Trophäe.
Zum Start der Saison 2004/05 gab es durch die Erweiterung der gesamten Liga von 29 auf 30 Teams (die Charlotte Bobcats traten der NBA bei) in der Western Conference zu viele Mannschaften für nur zwei Divisions. Die Teams der Pacific Division und der Midwest Division, die infolgedessen aufgelöst wurde, wurden auf Northwest Division und Southwest Division verteilt. In der Eastern Conference wurde parallel dazu die Southeast Division eingeführt.
In der Saison 2014/15 qualifizierten sich erstmals alle fünf Teams einer Division gleichzeitig für die Play-offs.

## Die Teams
Folgende Teams spielen in der Southwest Division:
- Dallas Mavericks
- Houston Rockets
- Memphis Grizzlies
- New Orleans Pelicans
- San Antonio Spurs

## Gewinner
| Jahr | Name                |
| ---- | ------------------- |
| 2005 | San Antonio Spurs   |
| 2006 | San Antonio Spurs   |
| 2007 | Dallas Mavericks    |
| 2008 | New Orleans Hornets |
| 2009 | San Antonio Spurs   |
| 2010 | Dallas Mavericks    |
| 2011 | San Antonio Spurs   |
| 2012 | San Antonio Spurs   |

| Jahr | Name              |
| ---- | ----------------- |
| 2013 | San Antonio Spurs |
| 2014 | San Antonio Spurs |
| 2015 | Houston Rockets   |
| 2016 | San Antonio Spurs |
| 2017 | San Antonio Spurs |
| 2018 | Houston Rockets   |
| 2019 | Houston Rockets   |
| 2020 | Houston Rockets   |

| Jahr | Name              |
| ---- | ----------------- |
| 2021 | Dallas Mavericks  |
| 2022 | Memphis Grizzlies |
| 2023 | Memphis Grizzlies |
| 2024 | Dallas Mavericks  |
| 2025 | Houston Rockets   |